# Canton de Sainte-Anne (Martinique)
Pour les articles homonymes, voir Canton de Sainte-Anne.
Le canton de Sainte-Anne est une ancienne division administrative française située dans le département et la région de la Martinique.

## Géographie
En Martinique, le canton de Sainte-Anne correspondait à la seule commune de Sainte-Anne dans l'arrondissement du Marin.

## Histoire
À la suite des élections territoriales de décembre 2015 concernant la collectivité territoriale unique de Martinique, le conseil régional et le conseil général sont remplacés par l'assemblée de Martinique. De fait, les cantons disparaissent.

## Représentation
| Période                                                 | Période       | Identité         | Étiquette        | Qualité                                                                                   |
| ------------------------------------------------------- | ------------- | ---------------- | ---------------- | ----------------------------------------------------------------------------------------- |
| 1958                                                    | 1970          | Isambert Cléoron | DVD puis UDR     | Maire de Sainte-Anne (1958-1971)                                                          |
| 1970                                                    | 1988          | André Champvert  | DVD puis UDF     | Maire de Sainte-Anne (1971-1989)                                                          |
| 1988                                                    | décembre 2015 | Garcin Malsa     | DVG puis MODEMAS | Professeur de biologie Maire de Sainte-Anne (1989-2014) Vice-président du Conseil général |
| Les données antérieures ne sont pas encore mentionnées. |               |                  |                  |                                                                                           |

## Composition
Le canton de Sainte-Anne se composait uniquement de la commune de Sainte-Anne et comptait 4 554 habitants (population municipale) au 1er janvier 2012,.

## Démographie
| 1961 | 1967  | 1974  | 1982  | 1990  | 1999  | 2006  | 2009  | 2012  |
| ---- | ----- | ----- | ----- | ----- | ----- | ----- | ----- | ----- |
| -    | 3 120 | 3 001 | 3 360 | 3 857 | 4 131 | 5 206 | 4 703 | 4 554 |